# Pascal Onguemby
 (février 2015).
Si vous disposez d'ouvrages ou d'articles de référence ou si vous connaissez des sites web de qualité traitant du thème abordé ici, merci de compléter l'article en donnant les références utiles à sa vérifiabilité et en les liant à la section « Notes et références ».
Pascal Onguemby est un homme politique et diplomate de la République du Congo, ambassadeur à Cuba (2015).

## Biographie
Pascal Onguemby est né à Ngouoni, district de Boundji (région de la Cuvette), situé au Nord de la République du Congo. Quatrième fils d'une famille de 9 enfants, il fait ses études primaires à l'école de la mission catholique à Saint-Benoît (Boundji). Il poursuit le reste de son cursus à Brazzaville, jusqu'à obtenir une bourse de l'État congolais pour poursuivre les études supérieures à La Havane (Cuba) en 1964. Président des étudiants congolais à Cuba, il est chef de la délégation des étudiants congolais à Cuba à la conférence nationale de 1972, ainsi qu'au troisième congrès du Parti congolais du travail (PCT) en 1976. 
Il rentre en 1977, avec un diplôme d'ingénieur agronome de la faculté d'agronomie de l'université de La Havane. Il intègre le PCT, et en devient un cadre au sein de la direction de la jeunesse. Député à l'Assemblée nationale populaire, il s'implique dans plusieurs organes politiques du pays et instances du parti.  
À la suite du quatrième congrès ordinaire du PCT en 1989, il entre au comité central du parti. Après l'abolition du parti unique et l'avènement de la démocratie, à la suite de la conférence nationale souveraine tenue du 25 février au 10 juin 1991, il est élu député de Boundji en 1992. Il n'est plus reconduit à son poste à la suite d'un changement de stratégie interne du parti. 
En 1997, il crée le comité de soutien au candidat présidentiel Denis Sassou-Nguesso en vue des élections de juillet 1997. La guerre meurtrière du (5 juin - 15 octobre) conduira le président Sassou Nguesso à la tête de l'État. Après cette guerre, Pascal Onguemby est nommé comme ambassadeur de la République du Congo à Cuba. Actuellement, il est doyen du corps diplomatique africain à Cuba.